# Trijn van Leemput

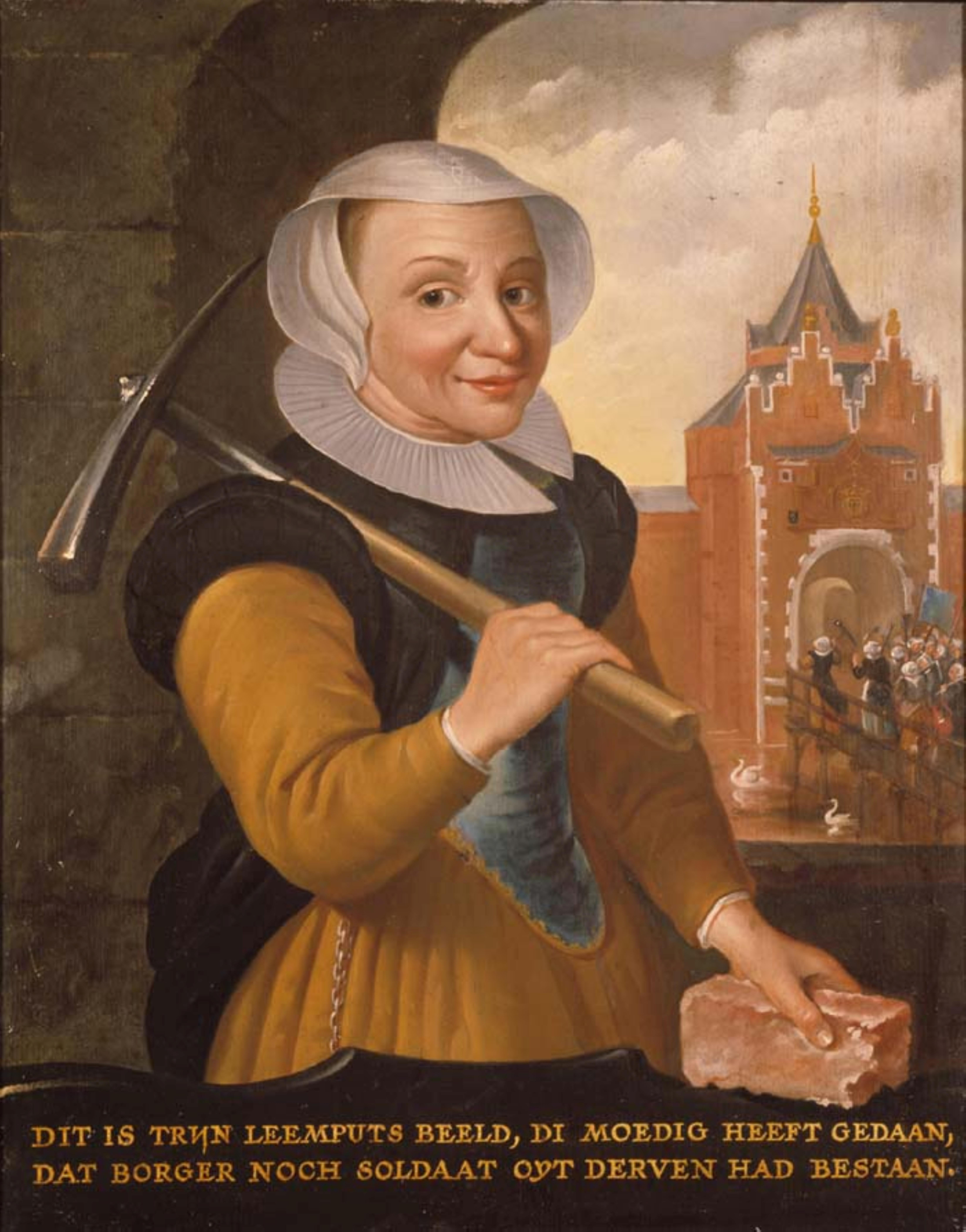
Gemälde von Trijn van Leemput im Centraal Museum Utrecht (Anonym, ca. 1650)

Trijn van Leemput, auch Catrijn Willem Claeszoensdr. van Voornen oder Catharina de Berghes ten Essendelle (* ca. 1530; † 1. Januar 1607) war eine Utrechterin Bürgerin, die während des Achtzigjährigen Krieges den Abriss der Zitadelle Vredenburg in Angriff nahm. Sie wird als „Heldin von Utrecht“ verehrt, wenn auch der Wahrheitsgehalt der Anekdoten, die sich um sie ranken, umstritten ist.

## Biographie
Im 16. Jahrhundert gehörten die „Niederen Lande“ – einschließlich der heutigen Niederlande – zu Spanien. 1529 ließ Karl V., deutscher Kaiser und spanischer König, die Stadt Utrecht mit der Zitadelle Vredenburg befestigen, um von dort aus die Stadt und ihre Bürger kontrollieren zu lassen: „Die Zwangsburg wurde so zum Hassobjekt der Utrechter.“
Etwa zur gleichen Zeit, als die Burg gebaut wurde, wurde Catrijn van Voorn in der Nähe von Vreeswijk geboren. Sie heiratete den Bierbrauer Jan van Leemput. Trijn und Jan zogen in ein Haus an der Oudegracht (heute die Nummer 17 Die Vergulde Craen) in Utrecht und bekamen vier Kinder. Jan Leemput wurde Anführer einer der acht Bürgergilden der Stadt, die für die Sicherheit in der Stadt zuständig waren, und er wurde mit weiteren städtischen Ämtern betraut. Im Mai 1566 erhielt Jan van Leemput von der Stadt Utrecht zudem eine langfristige Pacht für die Festung Morgenster mit der zugehörigen Mühle. Die Familie gehörte damit zu den einflussreichsten der Stadt. Schon vor den Ereignissen im Mai 1577 soll sich Trijn van Leemput handgreiflich und mit einem Messer gegen die Belästigung durch spanische Soldaten, die in ihrem Haus lebten, gewehrt und diese die Treppe heruntergestoßen haben.
Im Jahr 1576 kam es während des Achtzigjährigen Krieges zu Unruhen in den „Niederen Landen“ und ebenfalls in Utrecht. Die Spanier richteten ihre Kanonen von der Vredenburg aus auf die Stadt, woraufhin die Utrechter Bürger wiederum Kanonen auf Kirchtürmen und hohen Häusern aufstellten und sie auf die Burg richteten. Als die Soldzahlungen ausblieben und die Vorräte zur Neige gingen, nahmen die Befehlshaber der spanischen Soldaten Verhandlungen mit den Utrechtern auf. Es wurde beschlossen, dass die Spanier abziehen würden: Am 11. Februar 1577 verließen 150 Soldaten mit ihren Familien sowie ihrem Hab und Gut die Stadt; Waffen und Munition ließen sie zurück.
Nach dem Abzug der Spanier wollten die Utrechter die Zitadelle, dieses Symbol der Unterdrückung durch die Spanier, abreißen lassen. Die Stadtoberen kamen jedoch zunächst zu keiner Entscheidung, weil sie wohl auch befürchteten, die Spanier könnten zurückkehren, und sie die Interessen verschiedener Parteien in Betracht ziehen mussten. Das Digitaal Vrouwenlexicon van Nederland stellt sich die folgenden Vorgänge so vor:
„Es muss an diesem Abend des 2. Mai 1577 gewesen sein, als Trijn van Leemput ihre heldenhafte Rolle spielte. Sie ärgerte sich über die Unentschlossenheit der Verwalter. Wenn die Männer denn keine Entscheidung treffen konnten, würde Trijn das Problem lösen. An der Spitze einer Gruppe von Frauen, die mit Spitzhacken bewaffnet waren, machte sie sich auf den Weg zur Vredenburg, wobei sie eine blaue Schürze als Fahne an einen Besenstiel band. Als sich die Frauen der Vredenburg näherten, zogen sich einige von ihnen ängstlich zurück. Trijn ging jedoch tapfer weiter und begann, die ersten Steine von Vredenburg abzutragen.“ Auf der Seite der Stadt wurde daraufhin ebenfalls mit dem Abriss der Vredenburg begonnen: Die Bürger brachen die Mauern mit Äxten, Hämmern und Spitzhacken ein, und am 5. Mai war die Burg bereits teilweise zerstört. Alle Bürger wurden regelmäßig mit Glockengeläut zur Mithilfe bei der weiteren Zerstörung aufgerufen, und wer den Aufforderungen nicht nachkam, wurde mit einer Geldstrafe belegt. Im Jahr 1582 waren von der Vredenburg nur noch zwei Bastionen übrig.
Nach dem Tod ihres Mannes im Jahre 1590 betrieb Trijn van Leemput die Brauerei offensichtlich gemeinsam mit ihrem Schwiegersohn Ghijsbert weiter. Laut Register starb sie im Alter von 66 Jahren am 1. Januar 1607. Tags darauf wurde sie im Utrechter Dom beigesetzt.

## Überlieferung und Rezeption
Die Beschreibung der Tat von Trijn van Leemput wurde in den Tagebüchern von Arnoldus Buchelius und in den Schriften des Dordrechter Arztes Johan van Beverwijck (Van de uutnementheyt des vrouwelicken geslachts) überliefert. Buchelius beschrieb Trijn als „eine Frau mit männlichem Mut“. Van Beverwijck erwähnt, dass Trijns Sohn Adam bei einem Besuch am Hof in Madrid aus Angst vor Ärger seine Mutter verleugnet haben soll, als er einem Porträt von ihr gegenüberstand.
Bereits im frühen 17. Jahrhundert wurden Porträts von Trijn van Leemput gemalt, die sie mit einer Spitzhacke bewaffnet zeigen. Auf einer Tafel des Utrechter Malers Joost Cornelisz Droochsloot, auf der die Belagerung von Vredenburg dargestellt ist, ist sie mit einer Spitzhacke über der Schulter im Vordergrund abgebildet, aber offensichtlich erst später eingefügt. Es wurden auch heroische Texte über Trijn gedichtet, unter anderem von Johannes Immerzeel, der die Legende ausschmückte.
1977 verfasste der Utrechter Historiker J.G. Riphaagen einen Beitrag für das Jahrbuch Oud-Utrecht, in dem er den Wahrheitsgehalt der Geschichte von Trijn bezweifelte: So habe etwa der angesehene Historiker Pieter Christiaenszoon Bor (1559–1635), der selbst aus Utrecht stammte, Trijn van Leemput in seiner Schilderung der Ereignisse im Mai 1577 mit keinem Wort erwähnt.
Martha Moffitt Peacock dazu: „Trijn nevertheless inspired legend […] intending to glorify women.“ („Dennoch inspirierte Trijn eine Legende […] zur Verherrlichung der Frau.“)

## Gedenken
Trotz der Zweifel von J.G. Riphaagen (1977) an der Stichhaltigkeit der Überlieferung steht seit 1995 eine Statue von Trijn van Leemput auf der Zandbrug in der Nähe ihres früheren Hauses; zuvor stand sie ab 1955 auf der Bakerbrug. Auf dem Sockel der Statue steht derselbe Text wie auf den gemalten Porträts:
'Dit is 't beeld van Leemputs vrouw,

die moedig heeft gedaan

dat borger noch soldaat

in Utrecht dorst bestaan'
Dies ist die Statue von Leemputs Frau,

die mutig tat,

was weder Bürger noch Soldat,

in Utrecht wagten.
Trijn van Leemput ist Schirmherrin des Utrechter Karnevalsvereins CFU; die Stadt wird während der Karnevalszeit in Leemput (Lehmgrube) umbenannt. Die Stichting Vormingscentrum Trijn van Leemput, eine ehemalige Volkshochschule, wurde nach Van Leemput benannt, ebenso eine Straße im Utrechter Stadtteil Overvecht. Dort steht seit 2017 eine zweite Statue von Van Leemput, eine Bronzeskulptur des Künstlers Amiran Djanashvili mit dem Titel „De strijdbare Katherijn“.
Die Kinderbuchautorin Thea Beckman schrieb das fiktive Kinderbuch De val van de Vredeborch (1988) über Trijn van Leemput und ihre Familie. Im April 2013 gab PostNL anlässlich der Veröffentlichung des Buches (und der Ausstellung) 1001 Frauen aus der niederländischen Geschichte eine Briefmarke mit einem Bild von Trijn van Leemput heraus. 2022 wurde aus Anlass des 900. Jubiläums der Utrechter Stadtrechte die Stadsoper Trijn im TivoliVredenburg aufgeführt.

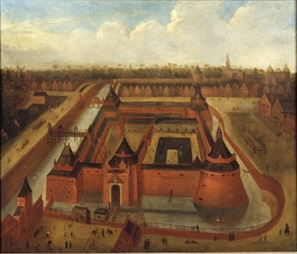
Die Vredenburg
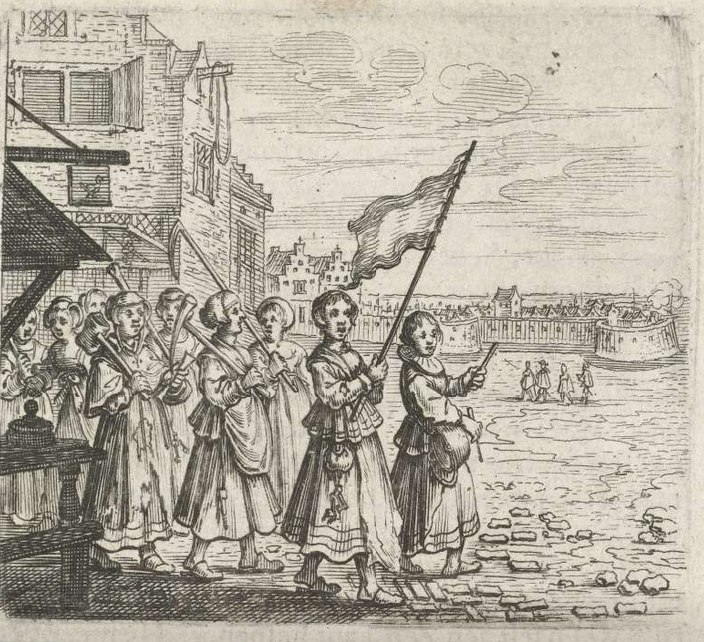
Darstellung der Stürmung der Vredenburg (ca. 1638)
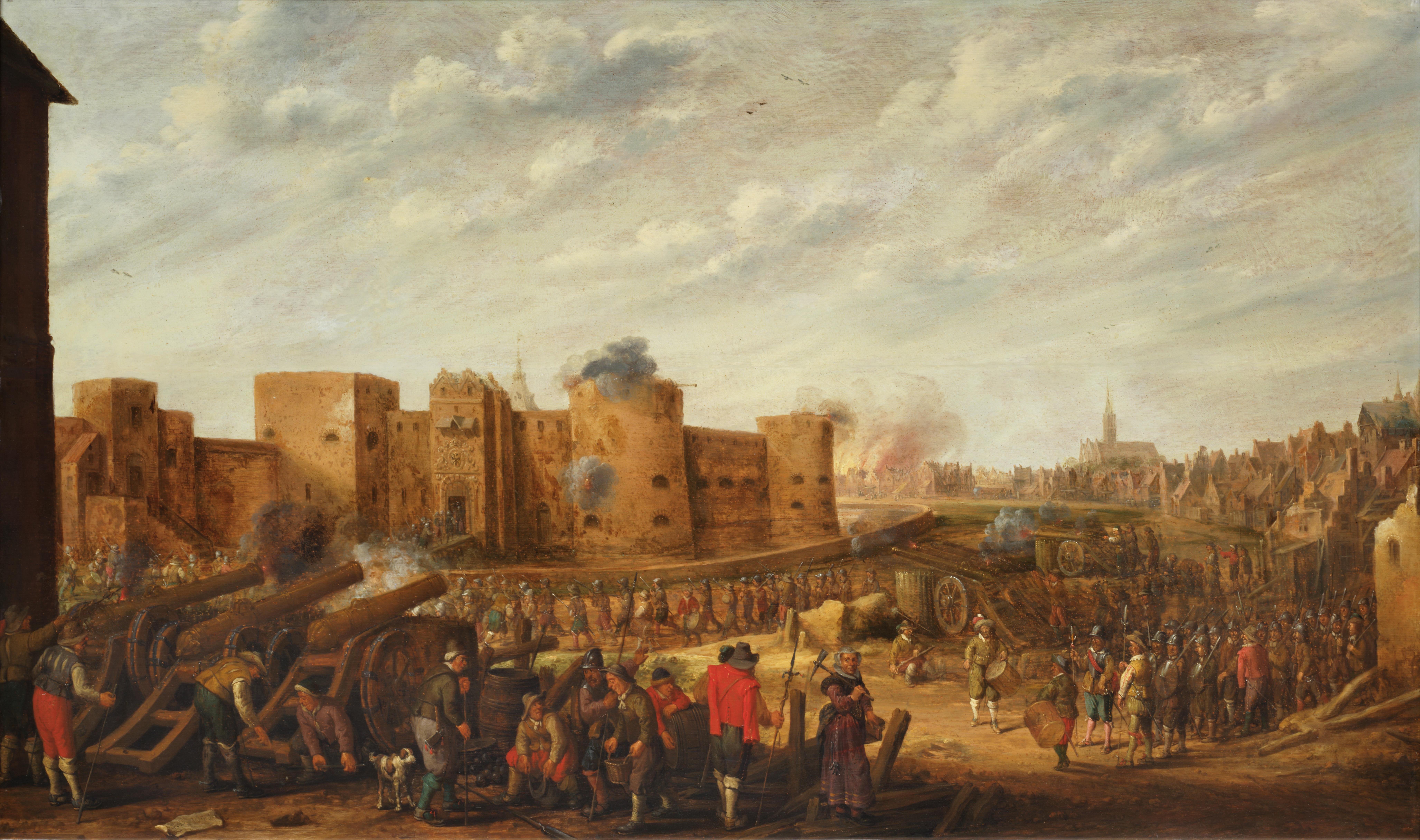
Gemälde von Joost Cornelisz Droochsloot mit Trijn im Vordergrund
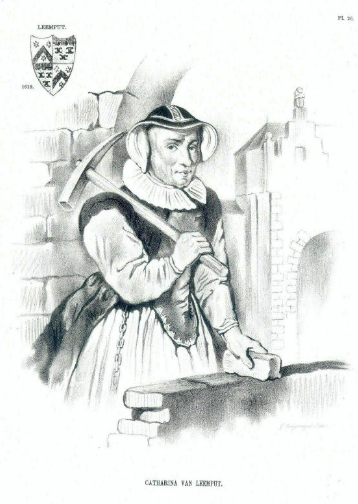
Zeichnung von Trijn in dem Buch Utrechts Oudheid (1857)
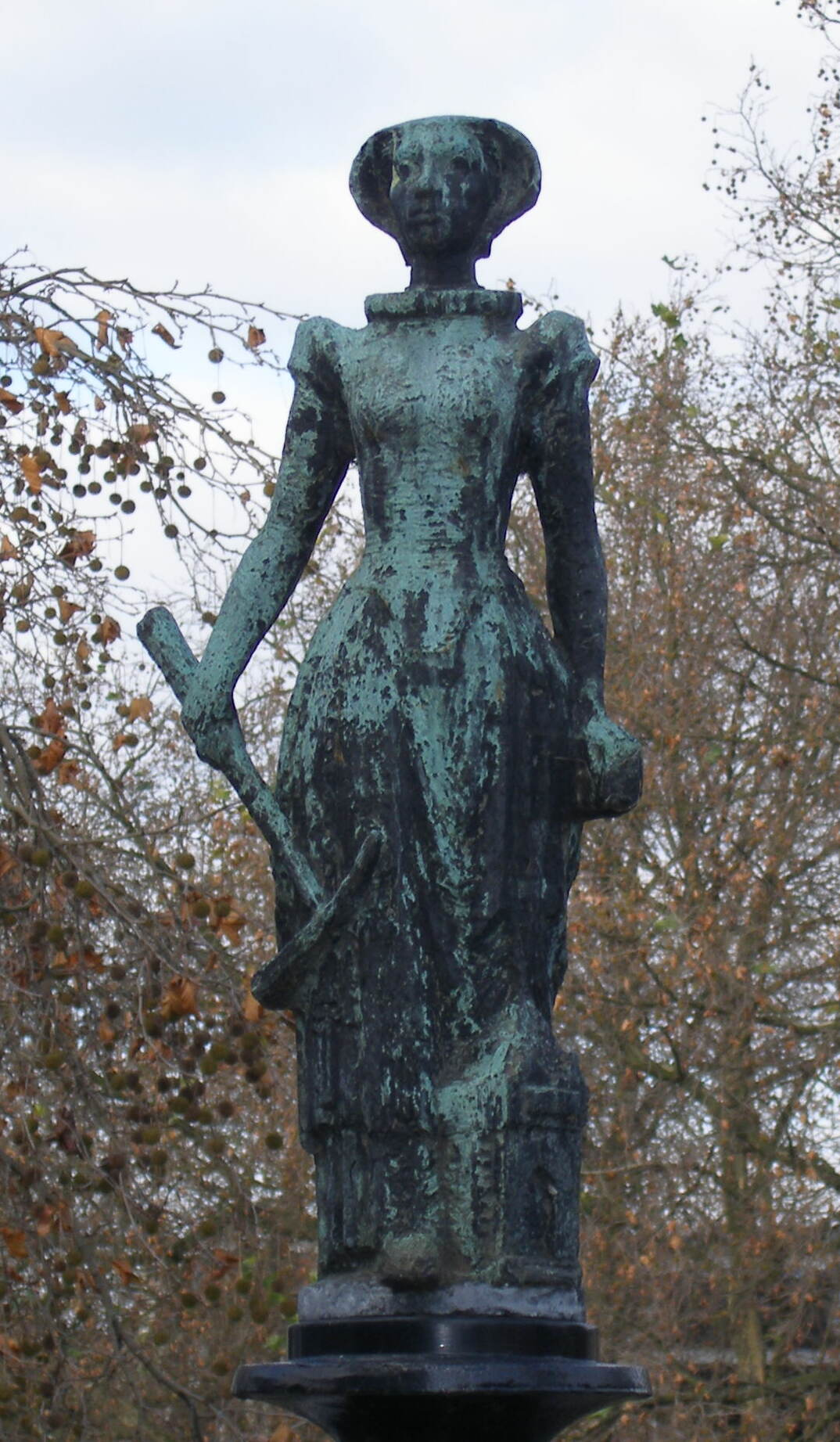
Standbild in Utrechts Zentrum, geschaffen von Pieter d’Hont (1955)
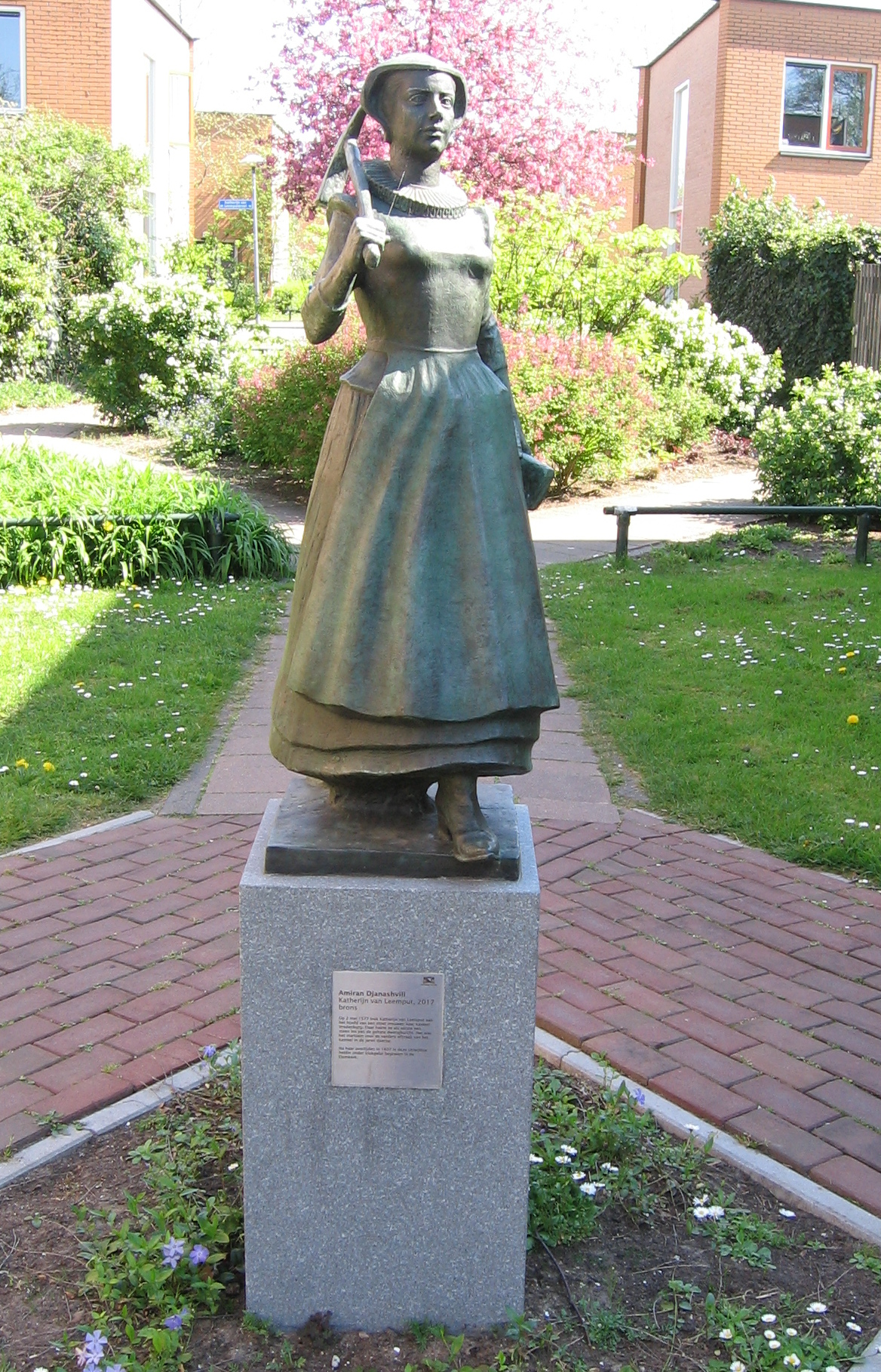
Zweites Denkmal für Trijn im Utrechter Stadtteil Overvecht, geschaffen von Amiran Djanashvilli (2017)